# Sgurr na Laire Brice
Sgurr na Laire Brice är ett berg i Storbritannien.   Det ligger i kommunen Highland och riksdelen Skottland, i den nordvästra delen av landet, 700 km nordväst om huvudstaden London. Toppen på Sgurr na Laire Brice är 709 meter över havet, eller 164 meter över den omgivande terrängen. Bredden vid basen är 2,8 km.
Terrängen runt Sgurr na Laire Brice är huvudsakligen kuperad. Trakten runt Sgurr na Laire Brice är nära nog obefolkad, med mindre än två invånare per kvadratkilometer. Närmaste större samhälle är Glenelg, 10,0 km nordväst om Sgurr na Laire Brice. Trakten runt Sgurr na Laire Brice består i huvudsak av gräsmarker.